# Rodolph Austin
Rodolph William Austin es un futbolista jamaicano que juega para el Brøndby IF danés de la Superliga, es centrocampista. También juega para el equipo nacional de Jamaica.

## Carrera

### Portmore United
Austin comenzó su carrera en el Portmore United de Jamaica, donde ganó los dos títulos de la liga doméstica y el Campeonato de Clubes de la CFU.

### SK Brann
Un intento del Stoke City por traer a Austin al club falló en agosto de 2008, cuando se le negó un permiso de trabajo en apelación.
Austin llegó a firmar un acuerdo de préstamo por un año con Brann, después de que se llegó a un acuerdo entre Brann, Portmore United y el Stoke.
Austin hizo su debut en el Brann en la derrota 1-3 ante el F.K. Bodø/Glimt el 31 de agosto de 2008, al entrar como suplente en los últimos 20 minutos. Debutó en competición europea, tres semanas después con una victoria por 2-0 ante el Deportivo la Coruña en la Copa de la UEFA.
Stoke City no activó su opción, ya que Austin no podía conseguir un permiso de trabajo en Inglaterra, y el 27 de febrero de 2009, Austin firmó un contrato de cuatro años con Brann en una transferencia que rondaba el valor de €1000000.

### Leeds United
El 23 de julio de 2012, SK Brann reveló que habían aceptado una oferta del Leeds United para comprar a Austin. Leeds United confirmó la transferencia ese mismo día, sujeto a la obtención de Austin con éxito un permiso de trabajo. Austin recibió la camiseta número 8 en el Leeds United para la temporada 2012-13.
Austin hizo su debut competitivo de  el Leeds, en el primer partido de la temporada contra Shrewsbury Town en la Copa de la Liga el 11 de agosto de 2012, seguido de un debut en la Liga en la victoria del leeds por 1-0 ante el Wolverhampton Wanderers.
En la temporada 2013/2014, Después de perderse los dos primeros partidos de la temporada por sanción, Austin fue nombrado el nuevo capitán permanente de Leeds United el 11 de agosto de 2013 en sustitución del anterior Capitán Lee Peltier. Austin recibió el premio "Hombre del Partido" en el mismo partido por su impresionante rendimiento. Tras ser nombrado el nuevo capitán del Leeds United, Austin dijo: "es un gran honor".
El 2 de mayo de 2015, Austin ganó el premio a mejor gol de la temporada 2014/15 del Leeds United por su gol convertido contra Watford. El 13 de mayo de 2015, el contrato de Austin no fue renovado por el Leeds y fue puesto en libertad por el club.

### Brøndby IF
Después de haber sido negado el permiso de trabajo para seguir jugando en Inglaterra, Rodolph firmó con el equipo danés Brondby, por un contrato de 2 años.

## Selección de Jamaica
Austin se ha ofrecido para la Sub-20 de Jamaica, Sub-23 y los equipos nacionales de alto nivel desde 2005. Austin ha ganado dos veces la Copa del Caribe con Jamaica, en el 2008 y la segunda en 2010.
Austin anotó un tiro libre en una famosa victoria de Jamaica contra Estados Unidos, el 7 de septiembre de 2012, para ayudar a ganar a Jamaica en una histórica victoria por 2-1 para vencer a los norteamericanos, por primera vez en 19 partidos.

## Estadísticas
| Temporada     | Club          | División           | Liga | Liga  | Copa | Copa  | Continental | Continental | Total | Total |
| Temporada     | Club          | División           | Apar | Goles | Apar | Goles | Apar        | Goles       | Apar  | Goles |
| ------------- | ------------- | ------------------ | ---- | ----- | ---- | ----- | ----------- | ----------- | ----- | ----- |
| 2008          | Brann         | Tippeligaen        | 8    | 2     | 0    | 0     | 2           | 0           | 10    | 2     |
| 2009          | Brann         | Tippeligaen        | 20   | 2     | 4    | 1     | –           | –           | 24    | 3     |
| 2010          | Brann         | Tippeligaen        | 25   | 0     | 1    | 0     | –           | –           | 26    | 0     |
| 2011          | Brann         | Tippeligaen        | 25   | 7     | 5    | 1     | –           | –           | 30    | 8     |
| 2012          | Brann         | Tippeligaen        | 12   | 4     | 4    | 0     | –           | –           | 16    | 4     |
| 2012–13       | Leeds United  | Championship       | 31   | 2     | 7    | 2     | –           | –           | 38    | 4     |
| 2013–14       | Leeds United  | Championship       | 40   | 3     | 3    | 0     | –           | –           | 43    | 3     |
| 2014–15       | Leeds United  | Championship       | 30   | 3     | 1    | 0     | –           | –           | 31    | 3     |
|               | Leeds United  | Leeds United Total | 101  | 8     | 11   | 2     | 0           | 0           | 112   | 10    |
| Total carrera | Total carrera | Total carrera      | 140  | 19    | 17   | 2     | 2           | 0           | 159   | 21    |

## Premios
Portmore United
- CFU Club Championship: 2005
- Jamaican National Premier League (2): 2005, 2008
- JFF Champions Cup (2): 2005, 2007

Jamaica
- Caribbean Cup (2): 2008, 2010

### Individuales
- SK Brann Player of the Season en 2011
- Verdens Gang Norwegian Premier League Player of the Year 2011[16]
- MVP en la Copa del Caribe de 2010